# Bandeiras do Sacro Império Romano-Germânico

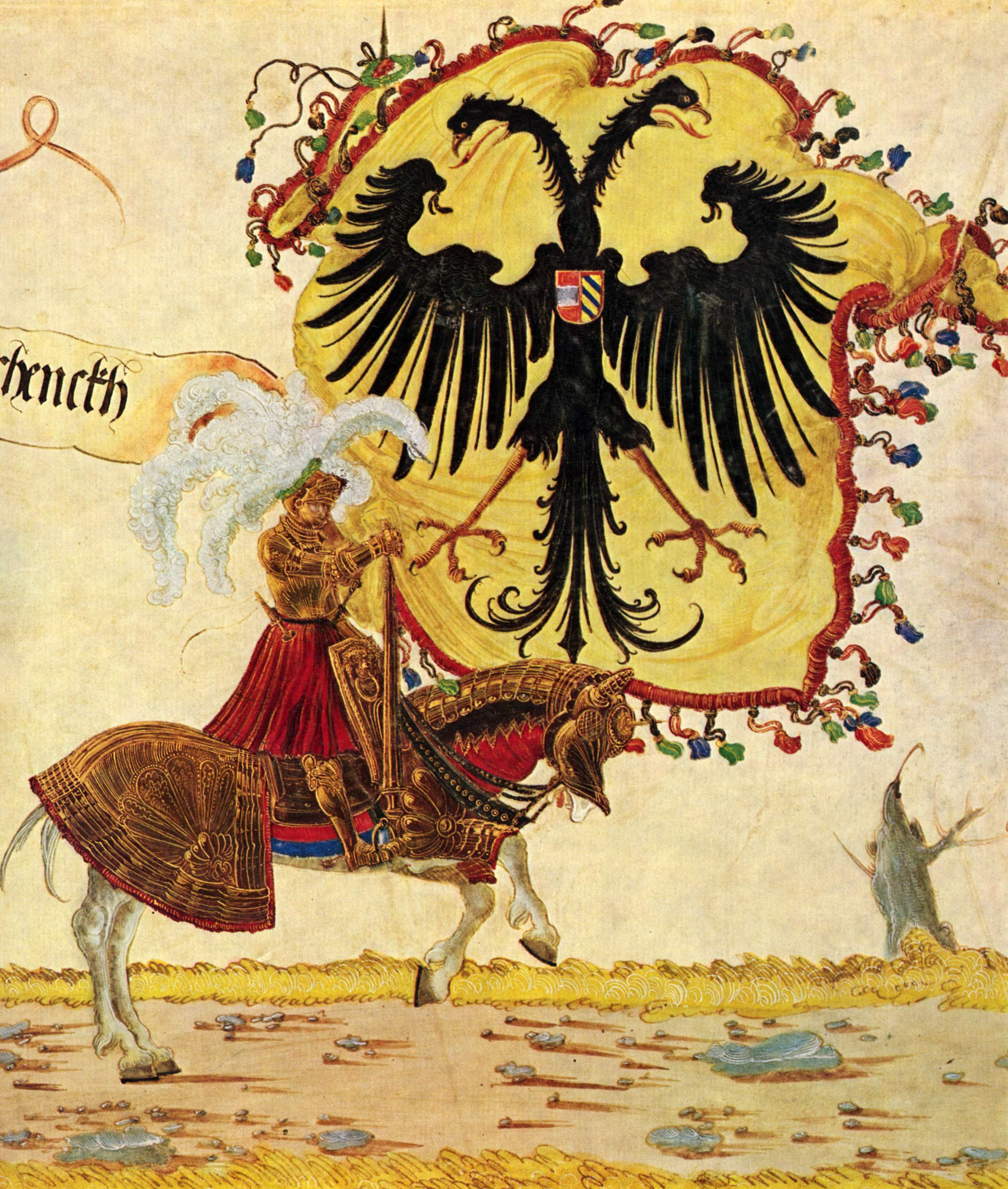
Imperador Maximiliano com a Bandeira Imperial, com bordas vermelhas e multicoloridas. (Albrecht Altdorfer, c. 1515)

A bandeira do Sacro Império Romano não era uma bandeira nacional, mas sim um Estandarte imperial usada pelo Sacro Imperador Romano-Germânico; preto e dourado eram usados como cores da bandeira imperial, uma águia negra sobre um fundo dourado. Após o final do século XIII ou início do século XIV, as garras e o bico da águia eram de cor vermelha. Desde o início do século XV, foi utilizada uma águia bicéfala. 
Em 1804, Napoleão Bonaparte declarou o Primeiro Império Francês. Em resposta a isso, o Imperador Francisco II da dinastia dos Habsburgos declarou que seu domínio pessoal era o Império Austríaco e se tornou Francisco I da Áustria. Seguindo as cores da bandeira do Sacro Imperador Romano, a bandeira do Império Austríaco era preta e dourada. Francisco II foi o último imperador do Sacro Império Romano, com Napoleão forçando a dissolução do império em 1806. Depois disso, essas cores continuaram a ser usadas na bandeira da Áustria até 1918.

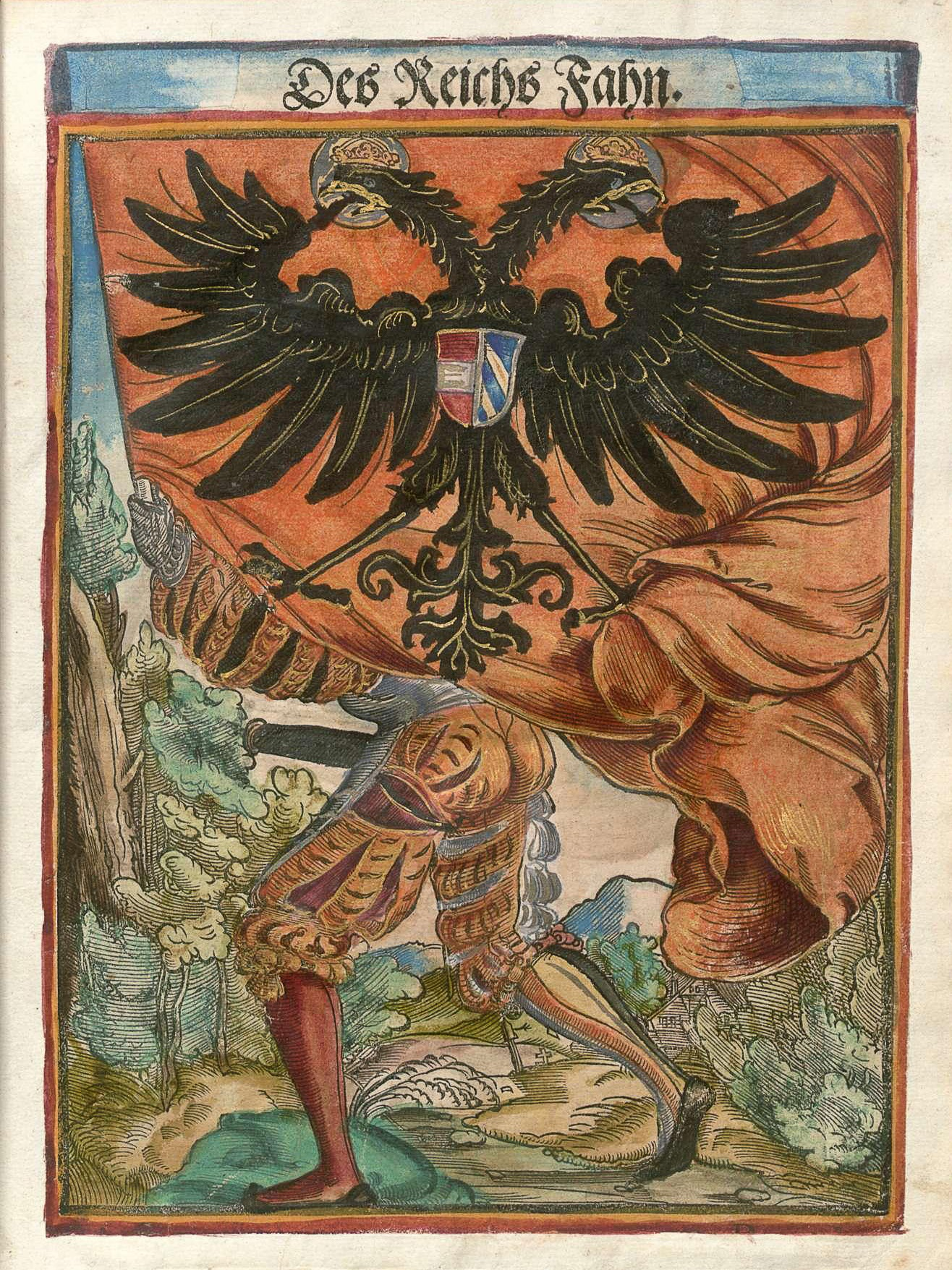
"A Bandeira do Império" (Des Reichs Fahn), 1545

As cores vermelho e argento também foram significativas durante esse período. Quando o Sacro Império Romano-Germânico participou das Cruzadas, uma bandeira de guerra foi hasteada ao lado da bandeira imperial preta e dourada. Esta bandeira, conhecida como "Bandeira de São Jorge", era uma cruz branca sobre um fundo vermelho: o reverso da Cruz de São Jorge usada como bandeira da Lombardia e da Inglaterra.  Vermelho e branco também eram cores da Liga Hanseática (séculos XIII a XVII). Os navios mercantes hanseáticos eram identificados por suas flâmulas vermelhas e brancas e a maioria das cidades hanseáticas adotou o vermelho e o branco como cores da cidade (ver Bandeiras hanseáticas).  Vermelho e branco ainda são as cores de muitas antigas cidades hanseáticas, como Hamburgo ou Bremen. 
No norte da Itália, durante o conflito entre os guelfos e gibelinos nos séculos XII a XIV, os exércitos das comunas gibelinas (pró-imperiais) adotaram a bandeira de guerra do Sacro Imperador Romano-Germânico (cruz branca sobre vermelho) como sua, enquanto as comunas guelfas (anti-imperiais) inverteram as cores (cruz vermelha sobre branco). Esses dois esquemas são predominantes na heráldica cívica moderna das cidades do norte da Itália e continuam sendo um indicador revelador de suas tendências faccionais passadas. Tradicionalmente, cidades gibelinas como Pavia, Novara, Como e Asti continuam a exibir a cruz gibelina. A cruz de Guelfo pode ser encontrada nos brasões cívicos de cidades tradicionalmente guelfas, como Milão, Vercelli, Alexandria, Reggio e Bolonha. 

## Estandartes imperiais
De acordo com Meyers Konversations-Lexikon de 1897 (sob o título "Bandeira"), a Bandeira Imperial Alemã na época de Henrique, o Passarinheiro (r. 919–936) e Otão, o Grande (r. 936–973) representava o Arcanjo Miguel; na época de Frederico Barbarossa (r. 1152–1190), uma águia; na época de Otão IV (r. 1198–1215) uma águia pairando sobre um dragão, e desde a época de Sigismundo (r. 1410–1437), e "talvez antes", a Águia Imperial, ou seja, uma águia negra em um campo amarelo, carregando as armas da casa do imperador em seu peito. 
| Estandarte | Data           | Uso                                                                                                   | Descrição                                                                                    |
| ---------- | -------------- | --- | -------------------------------------------------------------------------------------------- |
|            | Século XIV     | A primeira bandeira imperial do Sacro Imperador Romano-Germânico e a bandeira real do Rei dos Romanos | Uma águia zibelina exibida                                                                   |
|            | Início de 1400 | Bandeira Imperial do Sacro Imperador Romano-Germânico                                                 | Uma águia imperial exibida com um halo de zibelina armada e gules definhados                 |
|            | c. 1430–1806   | Bandeira Imperial do Sacro Imperador Romano-Germânico                                                 | Uma águia imperial de duas cabeças exibida com um halo de zibelina armado e gules definhados |
|            | 1437–1493      | Bandeira Imperial de Frederico III                                                                    | A bandeira imperial com um escudo do brasão de Frederico III                                 |
|            | 1493–1556      | Bandeira Imperial de Maximiliano I e Carlos V                                                         | A bandeira imperial com um escudo do brasão de Maximiliano I                                 |
|            | 1519–1556      | Bandeira Imperial de Carlos V                                                                         | A bandeira imperial com um escudo do brasão de Carlos V                                      |

## Bandeira de guerra
A Reichsfahne (Bandeira Imperial) era uma insígnia de campo do Sacro Império Romano-Germânico, originalmente uma bandeira equestre ou gonfalão. Um dos primeiros portadores foi Werner I, conde de Winterthur, que carregou a bandeira de Conrado II e Henrique III e que morreu na batalha de Brůdek em 1040. No século XII, a Reichsfahne aparentemente  mostrou uma cruz branca em um campo vermelho. Foi o símbolo das forças armadas unidas do Império até o final do século XV, mas poderia ser enviado pelo rei aos senhores locais para sancioná-los em sua defesa de Landfrieden. Assim, o rei Sigismundo deu a bandeira à Confederação Suíça, sancionando sua guerra contra os Habsburgos em 1415. 
No final do período medieval, o desenho da cruz da Reichsfahne foi substituída pela águia imperial. Era tratado como um feudo imperial tradicionalmente concedido aos nobres da Suábia. Em 1336, foi concedido a Ulrich III, Conde de Württemberg. Nesta ocasião, foi inicialmente referido como Reichssturmfahne ("Bandeira de Guerra Imperial"). Permaneceu como parte da insígnia heráldica da Casa de Württemberg até o século XIX. A bandeira em si foi mantida em Stuttgart até 1944, quando foi destruída em um bombardeio. A bandeira mostrava a águia imperial em um campo quadrado, com uma Schwenkel vermelha (flâmula) em cima. Não deve ser confundido com a Reichsrennfahne, concedido aos Eleitores da Saxônia em sua função de Reichserzmarschall. Esta última bandeira mostrava duas espadas cruzadas em um campo preto e branco.  
| Bandeira | Data                        | Uso                                                                        | Descrição |
| -------- | --------------------------- | -------------------------------------------------------------------------- | --- |
|          | Séculos XII a início do XIV | Reichssturmfahne (bandeira de guerra, usada junto com a bandeira imperial) | Ela provavelmente se desenvolveu a partir da bandeira dos Cavaleiros Templários no século XII, durante as cruzadas, e foi usada como Bandeira Imperial de Guerra durante o século XIII e início do século XIV. Era menor que a bandeira imperial, carregada diante do imperador ou de seu comandante designado em batalha. |
|          | Século XV                   | Reichssturmfahne                                                           | |
|          | Século XV                   | Reichsrennfahne                                                            | |

## Cidades Imperiais Livres
Algumas cidades imperiais livres passaram a exibir símbolos do império, especialmente a águia imperial, como parte de suas bandeiras ou brasões.
| Bandeira | Data      | Uso                                            | Descrição |
| -------- | --------- | ---------------------------------------------- | --- |
|          |           | Bandeira da Cidade Imperial Livre de Memmingen | Uma águia imperial exibida sable, empalando uma cruz pattée gules |
|          |           | Brasão da Cidade Imperial Livre de Nuremberg   | Uma águia imperial de duas cabeças exibida com gules lânguidos, diminuída com curvas de gules e prata |
|          | Século XV | Bandeira de Genebra                            | Genebra teve o duplo status de cidade livre e de Principado-Bispado desde o século XII; isso se reflete na bandeira de Genebra, que desde o século XV exibe tanto a Águia Imperial quanto uma chave de São Pedro. |